# قصر السويسين
قصر السويسين قرية تقع في معتمدية حاجب العيون بولاية القيروان من الوسط التونسي، بها موقع أثري. ترقيمها البريدي هو 3160.